# SW Group

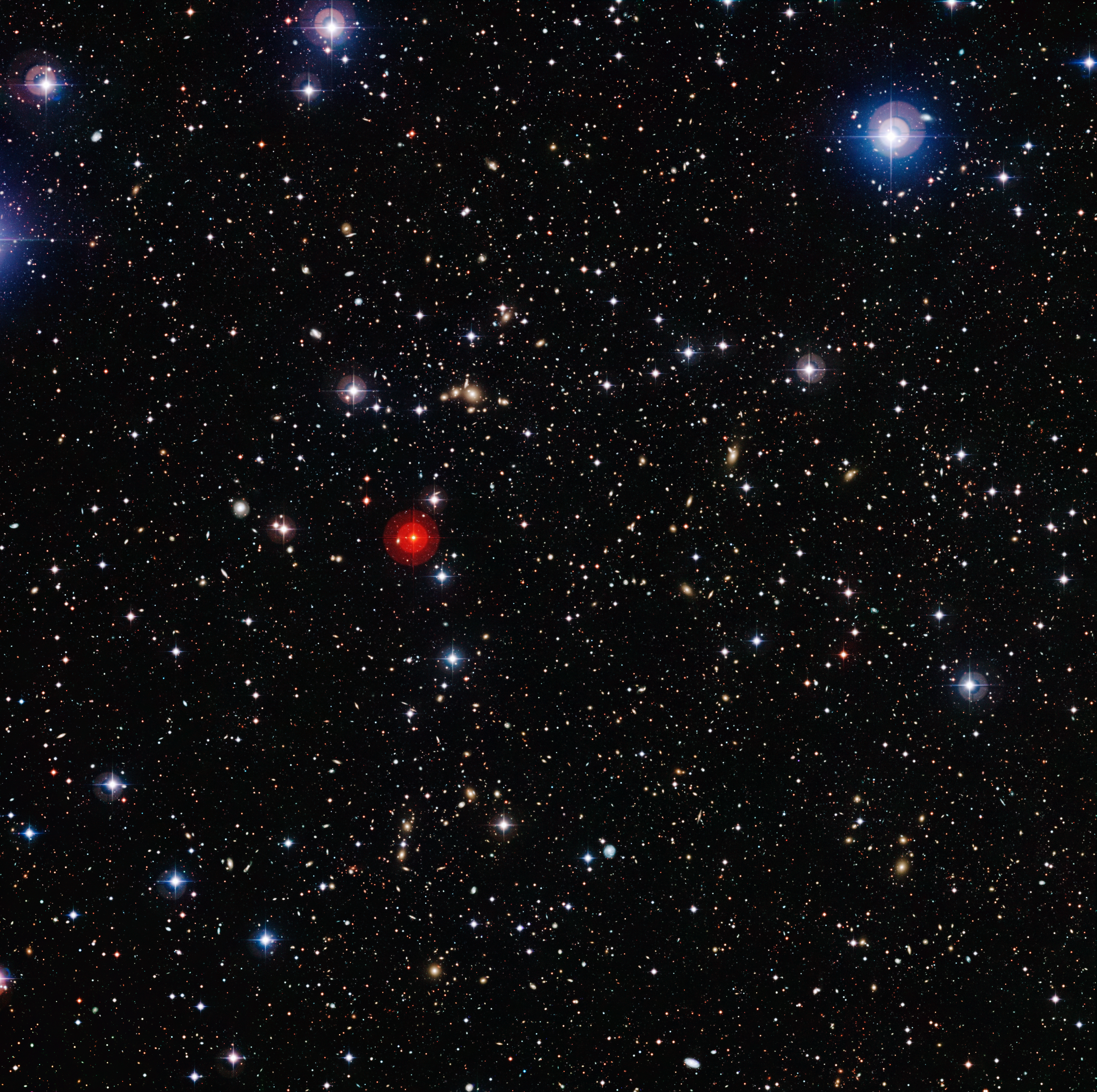
A901/902 nella banda ottica (ESO)

SW Group è un ammasso di galassie situato prospetticamente nella costellazione del Sestante alla distanza di circa 2 miliardi di anni luce dalla Terra (light travel time).
È un componente, insieme agli ammassi Abell 901 e Abell 902, del superammasso di galassie A901/902.